# Żeleznodorożnyj
Żeleznodorożnyj, Gierdawy (ros. Железнодорожный; dawn. niem. Gerdauen) – osiedle typu miejskiego w Rosji, w obwodzie królewieckim, w rejonie prawdinskim. W 2006 roku liczyło ok. 2,9 tys. mieszkańców.

## Położenie
Miejscowość jest położona nad rzeką Omet i jeziorem Banktin, 3 km od granicy z Polską, ok. 50 km na południowy wschód od Królewca i ok. 30 km na północny zachód od Węgorzewa, w krainie historycznej Prusy Dolne.

## Historia

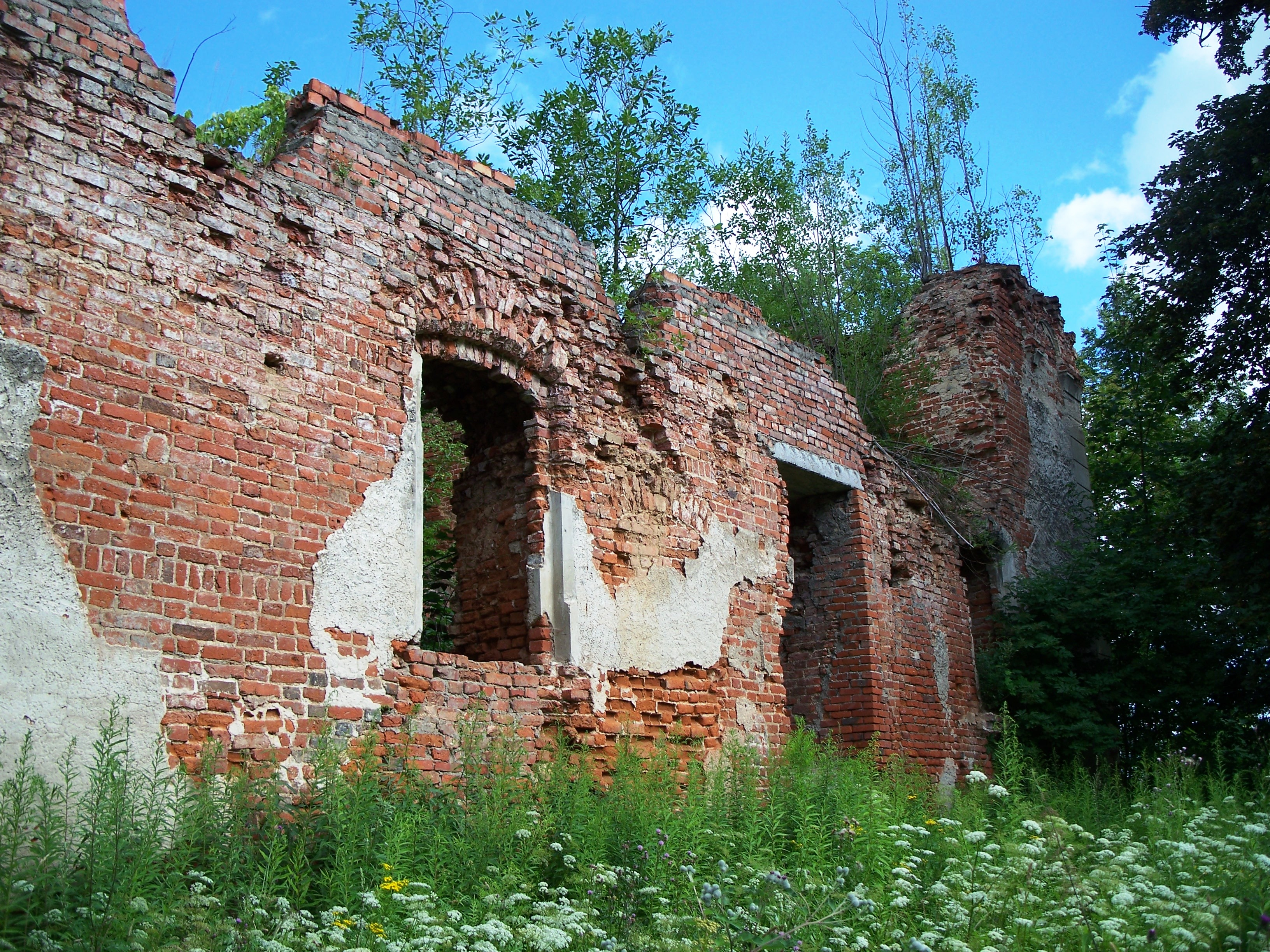
Pozostałości zamku

W połowie XIII wieku pruski wódz Gierdawe założył gród na wzniesieniu nad rzeką Ometą. Podczas II powstania pruskiego, w roku 1262, Gierdawe odmówił walki z krzyżakami, spalił gród i uciekł do kontrolowanego przez krzyżaków Królewca. Za rządów komtura Heinricha von Eysenberga na miejscu pruskiego grodu, zbudowano w 1325 roku zamek, w celu ochrony ziem zakonu przed Litwinami i w 1368 roku nazwano go Gerdauen, od imienia wodza pruskiego Gierdawy. W 1347 roku Litwini pod wodzą wielkiego księcia Olgierda oblegali bezskutecznie zamek. Pod rządami Winricha von Kniprode, w połowie XIV wieku, wokół zamku zaczęli osiedlać się osadnicy niemieccy. 21 września 1398 roku wielki mistrz zakonu Ulrich von Jungingen lokował miasto na prawie chełmińskim. Miasto otoczono murami i wybudowano w nim kościół. W 1428 roku przeniesiono do Gierdaw z Nordenborka klasztor dominikański; był częścią polskiej prowincji zakonu.

### Pod zwierzchnictwem polskim

Akt oddania się stanów pruskich królowi Polski Kazimierzowi IV Jagiellończykowi i Koronie Królestwa Polskiego, 15 kwietnia 1454 roku

W 1440 miasto przystąpiło do antykrzyżackiego Związku Pruskiego, który na początku 1454 zwrócił się do polskiego króla z prośbą o przyłączenie Prus do Korony Królestwa Polskiego. W lutym 1454 Kazimierz IV Jagiellończyk przychylił się do prośby i inkorporował region z miastem do Polski, po czym wybuchła wojna trzynastoletnia, w trakcie której miasto było skutecznie bronione przed krzyżakami. W trakcie obrony w 1455 zamek uległ częściowemu zniszczeniu. Po pokoju toruńskim, miasto na krótko powróciło w ręce krzyżaków, jednakże pozostając pod zwierzchnictwem polskim jako lenno. W 1469 z powodu problemów finansowych państwa krzyżackiego, miasto zostało oddane w zastaw braciom von Schlieben (Georg i Christopher), którzy później stali się dziedzicznymi właścicielami miasta. W 1485 roku miasto strawił pożar, po którym odbudowa trwała 8 lat. Miejscowi dominikanie pobierali nauki w Elblągu, Gdańsku, Krakowie i Toruniu. Wobec nielicznej obsady i peryferyjnego położenia względem innych klasztorów miejscowy konwent nie pełnił istotnej funkcji w prowincji polskiej zakonu dominikańskiego. W dobie reformacji (1530) został zsekularyzowany. W 1585 miał miejsce kolejny pożar.
Miasto pozostawało częścią I Rzeczypospolitej jako lenno do 1657, następnie znajdowało się pod panowaniem elektorów brandenburskich. Przed ucieczką do Polski (1670) starostą gierdawskim był jeden z przywódców opozycji antyelektorskiej, zwolennik powrotu regionu pod zwierzchnictwo polskie – Jan Teodor Schlieben. Zamek, należący do rodziny Schliebenów, po 1672 pozostał niezamieszkany i stopniowo popadał w ruinę.

### W granicach Prus i Niemiec

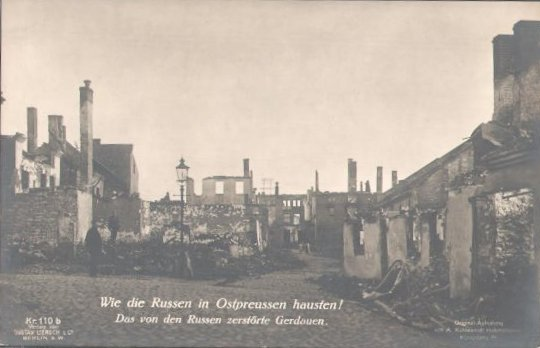
Zniszczone miasto po I wojnie światowej

Po utworzeniu Królestwa Prus w 1701 roku Gierdawy zostały włączone do powiatu (Landkreis) kętrzyńskiego. W 1708 król Fryderyk I nadał miastu prawo do organizowania 4 razy w roku jarmarku. W czasie wojny siedmioletniej, w 1757 roku, miasto zniszczyli Kozacy. W 1802 miał miejsce wielki pożar. 16–17 czerwca 1807 polska kawaleria stoczyła tu zwycięską bitwę przeciw Rosjanom i zdobyła miasto. Po reformie administracyjnej Prus w 1818 roku miasto stało się siedzibą powiatu. Po upadku powstania listopadowego w 1831 r. w mieście internowano grupę polskich powstańców, w tym Ignacego Domeykę, który prawdopodobnie spotkał tam Wincentego Pola. W 1858 roku Gierdawy otrzymały połączenie drogowe z Węgorzewem, w 1871 do miasta dotarła linia kolejowa Toruń – Wystruć, a w 1888 linia do Królewca. Dzięki korzystnym połączeniom komunikacyjnym, miasto stało się ważnym ośrodkiem handlu zbożem, a także ośrodkiem przemysłu odzieżowego i garbarskiego. Funkcjonował tu browar Kinderhof. Od 1871 miasto leżało w granicach Niemiec.
W czasie I wojny światowej zabudowa miejska doznała poważnych zniszczeń. Do 1921 dzięki pomocy miast partnerskich – Budapesztu i Berlina-Wilmersdorf przeprowadzono odbudowę w duchu romantycznej stylizacji. W procesie tym znaczącą rolę odegrał arch. Heinz Stoffregen z Bremy, autor wielu projektów domów w północnej części starego miasta. W 1939 w mieście mieszkało 5118 osób. Podczas II wojny światowej miasto doznało jedynie niewielkich zniszczeń. W latach 1944–1945 w Gierdawach Niemcy więzili żołnierkę Armii Krajowej i późniejszą posłankę na Sejm Annę Poniatowską.
Miasto zostało zdobyte przez oddziały 2 Frontu Białoruskiego 27 stycznia 1945.

### W granicach Polski

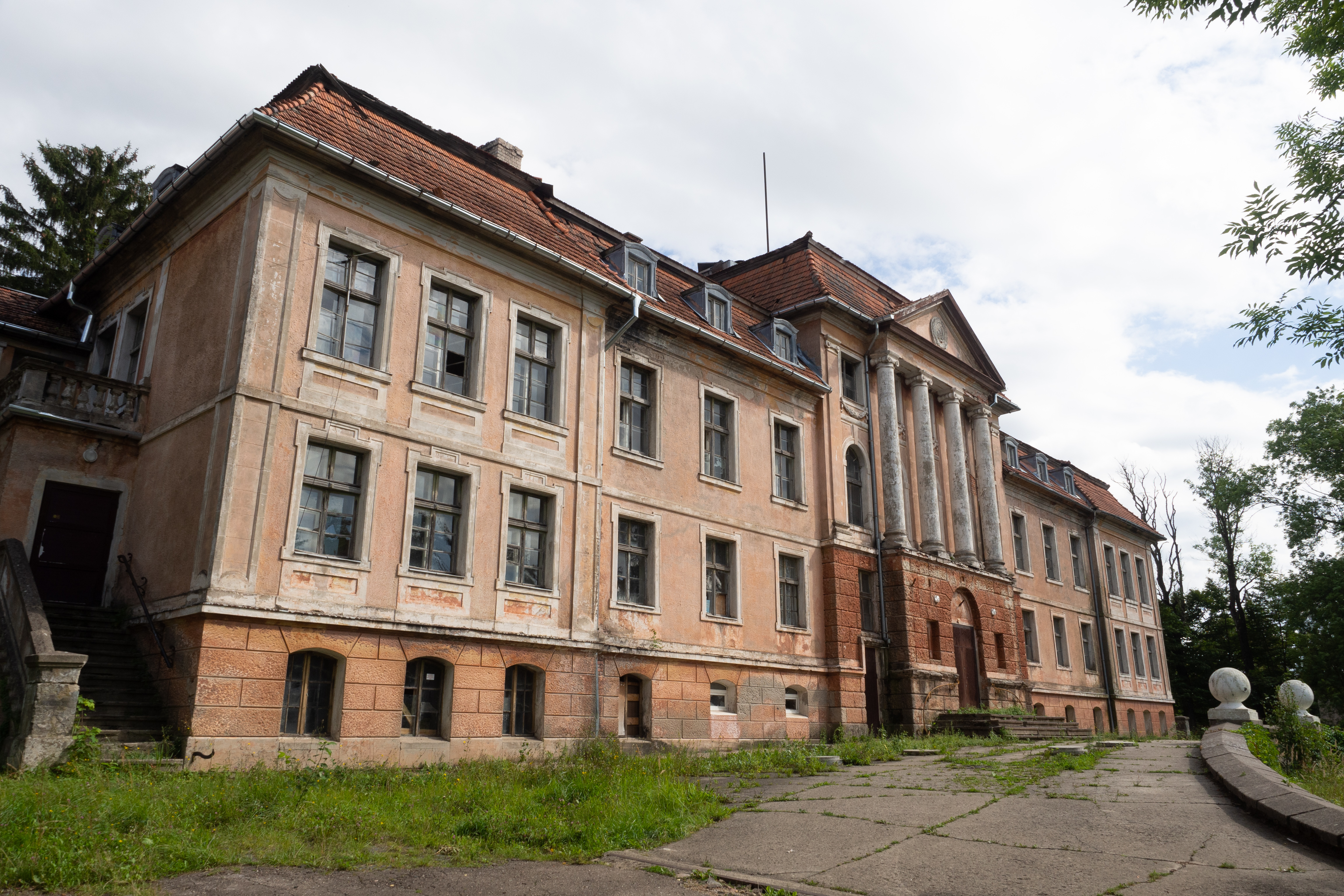
Dawny polski Urząd Powiatowy

W czerwcu 1945, jako ostatnie w Prusach, obsadzone zostało przez polską administrację stanowisko starosty gierdawskiego. Pierwszym polskim powojennym starostą został Jan Kaszyński. W dniu 15 lipca 1945 roku podpisano dokument zdawczo-odbiorczy, w którym radzieckie władze wojskowe przekazywały Gierdawy polskiej administracji. Siedziba starostwa powiatu gierdawskiego była ulokowana w mieście do 16 sierpnia 1945, została następnie przeniesiona do Skandawy. 4 września 1945 roku polski pełnomocnik na Okręg Mazurski płk Jakub Prawin został poinformowany pisemnie, że władze ZSRR wydały staroście gierdawskiemu nakaz opuszczenia powiatu przez administrację i ludność polską.

### W granicach ZSRR
Następnie miasto zostało włączone do obwodu królewieckiego w ZSRR. W 1946 nazwę miasta zmieniono na Żeleznodorożnyj (ros.: kolejowy). W okresie władzy radzieckiej Żeleznodorożnyj podupadł i utracił prawa miejskie.

## Zabytki
Do czasów współczesnych zachowały się relikty niewielkiego zamku krzyżackiego i ruina gotyckiego kościoła z XV wieku. Przetrwała część zabudowy starego miasta z lat odbudowy po 1914, m.in. kilkanaście kamieniczek i 2 szkieletowe spichlerze na zapleczu zburzonej po 1945 północnej pierzei rynku. Zachowały się także młyn z 1909, pałac Schliebenów oraz wieża ciśnień.